# Mihail Pantazi

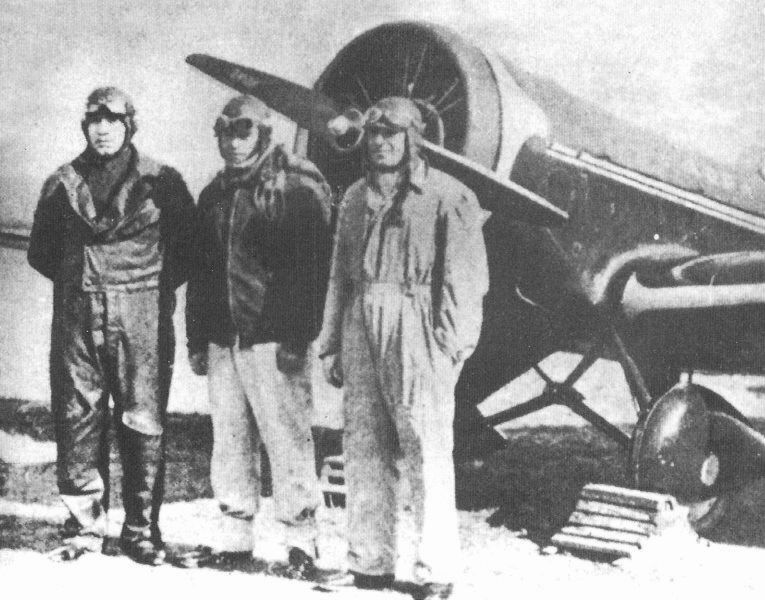
Petre Ivanovici, Mihail Pantazi și Max Manolescu în formația „Dracii Roșii”.

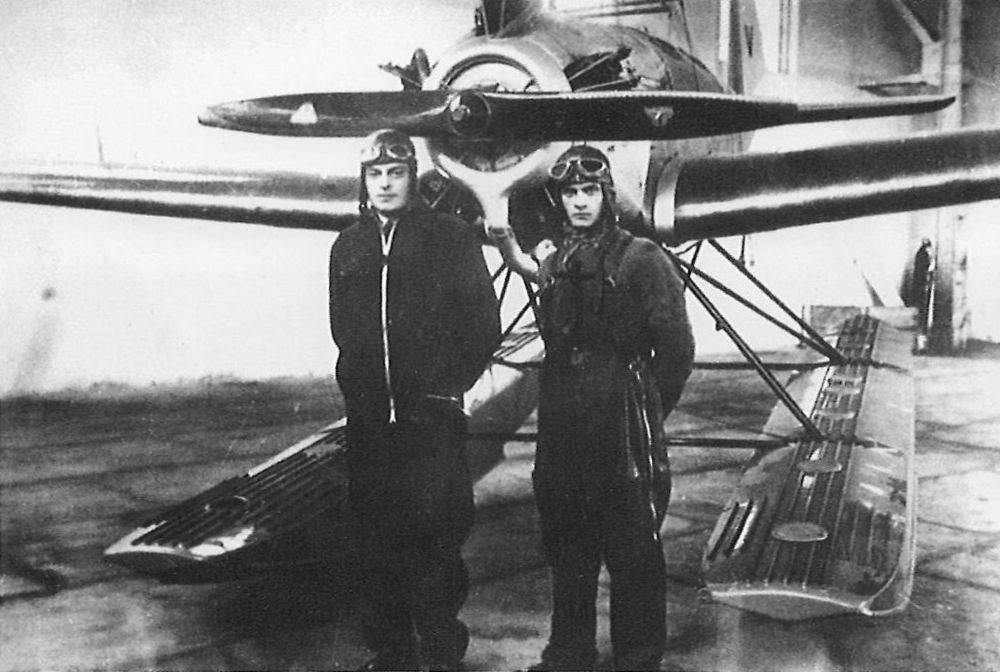
Mihail Pantazi și Gheorghe Grozea cu hidroavionul lor ICAR M23b, cu care au stabilit recordul mondial de durată în 1932

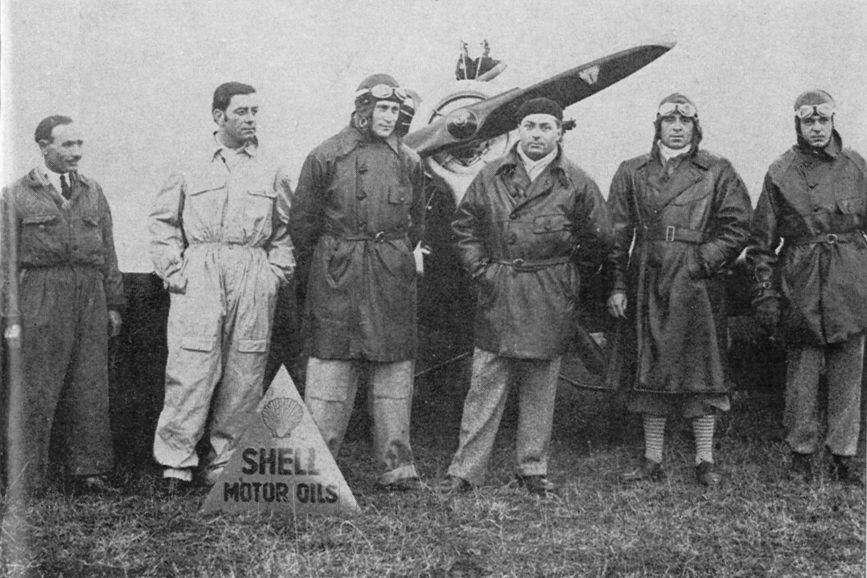
Înainte de raidul din Africa din 1933: Ploeșteanu, Ivanovici, Davidescu, Cernescu, Manolescu și Pantazi.

Mihail Pantazi (4 mai 1897, București – 7 noiembrie 1936, Lodz, Polonia) a fost unul dintre cei mai cunoscuți aviatori români din perioada interbelică. A luptat în Primul Război Mondial, inițial ca ofițer de artilerie, ulterior ca aviator. După război a fost profesor de motoare de avion, inițiator al ARPA, instructor de zbor și director al școalii civile de zbor a ARPA. Evoluează în numeroase demonstrații de acrobație aeriană, fiind unul dintre membrii inițiali ai formației Dracii Roșii.
În 1932 stabilește împreună cu Gheorghe Grozea un record mondial de durată (12 ore și 2 minute) pentru hidroavioane ușoare, pilotând un avion ICAR M23b echipat cu flotoare.
Ia parte la raidurile din 1933 și 1935 din Africa.
Moare într-un accident aviatic la fabrica PZL din Polonia, ca pasager, membru în comisia de recepție, în urma ruperii aripii avionului în zbor.

## Decorații
- Ordinul Coroana României cu spade[4]
- Ordinul Virtutea Aeronautică clasa Cruce de Aur[5]